# Rolf Kukowitsch
Rolf Kukowitsch (* 13. Oktober 1912; † 26. Oktober 1997) war ein deutscher Fußballspieler und -trainer. Das Fachblatt Kicker erwähnt ihn im Februar 1938 als einen von neun deutschen Profis in Frankreich, neben Oskar Rohr, Walter Hanke und anderen, beim FC Toulouse. In der dortigen Lokalpresse erscheint Rolf Kukowitsch wenig später mit der Berufsbezeichnung „joueur de football“. Später war er laut Spielerpass beim FC Sète. Dort erscheint er im Sommer 1945 als Weggang (départ) und ein Fachblatt erwähnt ihn im Spielerkader für die neue Saison beim Zweitligisten OGC Nizza.
Bis zu seinem Wechsel von Servette Genève nach Toulouse hatte der Fußballer den Großteil seiner Karriere bei Vereinen in der Schweiz zugebracht, unter anderen Vereinen beim FC Locarno und Young Boys Bern in der dortigen Nationalliga, vorher bei den Blue Stars Zürich.
In den 1950er-Jahren war er in der DDR-Oberliga, der höchsten Spielklasse der DDR. Mit der BSG Chemie Leipzig wurde er 1950/51 DDR-Meister. Zudem ist er einer von sechs Trainern von Dynamo Dresden mit mehreren Amtszeiten.
Kukowitsch begann seinen Weg durch die Oberliga des Deutschen Sportausschusses, später DDR-Oberliga, bei der BSG Chemie Leipzig. Dort war seit 1949, noch bei den Vorgängergemeinschaften SG Leutzsch und ZSG Industrie Fritz Krauß als Trainer tätig gewesen. Krauß trat nach dem 15. Spieltag der Saison 1950/51 am 28. November 1950 als Trainer der Oberligamannschaft von Chemie Leipzig zurück. Danach übernahmen provisorisch die Spieler Walter Rose, Horst Scherbaum und Heinz Fröhlich das Training. Nach einem weiteren achtwöchigen Zwischenspiel mit dem Trainer Hans Höfer wurde Rolf Kukowitsch zum 1. Mai 1951 als neuer Trainer eingesetzt. In den beiden letzten Punktspielen führte er Chemie an die Tabellenspitze zusammen mit Turbine Erfurt. Im Entscheidungsspiel um die DDR-Meisterschaft gewann seine Mannschaft am 20. Mai 1951 in Chemnitz mit 2:0 über die Erfurter. Anschließend wurde er wieder durch Hans Höfer ersetzt.
Beim Oberligisten SG Volkspolizei Dresden beendete Fritz Sack nach dem 5. Spieltag der Saison 1951/52 seine Tätigkeit als Trainer. Am 24. September 1951 übernahm Kukowitsch das Traineramt, als die Volkspolizisten auf Rang 2 der Tabelle lagen. Als er Ende Februar 1952 von Paul Döring abgelöst wurde, lagen die Dresdner wenige Spieltage vor Saisonschluss erneut auf dem 3. Platz.
Am 1. März 1952 übernahm Kukowitsch beim Oberliganeuling BSG Wismut Aue das Traineramt von Walter Fritzsch und sicherte der Mannschaft mit dem 7. Platz zum Saisonende den Klassenerhalt. Am 31. Mai 1952 trug Wismut Aue ein Freundschaftsspiel gegen Wormatia Worms aus. Obwohl Aues Mittelstürmer Willy Tröger vier Tage zuvor vom DDR-Sportausschuss (DS) gesperrt worden war, wurde er vom Trainer Kukowitsch in dieser Begegnung eingesetzt. Der DS nahm dies zum Anlass, drakonische Strafen zu verhängen. Neben einer halbjährigen Sperre für die führenden Funktionäre der BSG Wismut wurde die am Wormsspiel beteiligte Mannschaft für zwei Monate gesperrt und Trainer Kukowitsch wurde die Trainerlizenz für drei Monate entzogen. Daraufhin trennte sich Wismut Aue auf Dauer von Kukowitsch. Ab Juli 1955 trainierte er Chemie Karl-Marx-Stadt in der Oberliga, die im Herbst des Jahres eine Übergangsrunde (auf das Kalenderjahr) ausspielte. Im Januar 1956 wird er in der Fachpresse noch dort als Trainer genannt, bevor diese BSG kurz darauf im SC Motor aufging und ein Nachfolger übernahm.
Im Laufe der Saison 1956 holte Dynamo Dresden, Nachfolger der SG Volkspolizei und inzwischen in der drittklassigen II. DDR-Liga spielend, Rolf Kukowitsch als Ersatz für den bisherigen Trainer Heinz Werner. Kukowitsch übernahm die Mannschaft am 14. Spieltag, konnte aber nicht verhindern, dass Dynamo am Saisonende per Beschluss der Sektion Fußball in die Bezirksliga absteigen musste. Sportlich hatte die Mannschaft in der II. Liga (Staffel Süd) Platz 5 erreicht, doch wurden ihr wegen Einsatzes eines unberechtigten Spielers neun Punkte abgezogen. Danach war Kukowitsch im höherklassigen Fußball nicht mehr vertreten.